# Encounter
Encounter (рус. Энкаунтер — «случайная встреча», «первый опыт», «неожиданное столкновение») — международная сеть активных городских игр.
Также это слово имеет значение «схватка»  — именно так называется игра, благодаря идее которой и возник данный проект.

## История
Современные правила были разработаны Иваном Маслюковым в 2001 году в рамках проекта Схватка. С первых игр «Схватка» стремительно завоевала внимание молодёжи. Иван несколько месяцев проводил игры за свой счёт, а также разработку ПО для проведения игр. К концу 2001 года он остановил проект.
В начале весны 2002 года Иван занялся поисками партнёров, готовых продолжить финансирование проекта для создания универсального программного комплекса для проведения игр. Минский интернет-провайдер «Белинфонет» согласился стать партнёром «Схватки». В июне 2002 года игры «Схватки» были возобновлены. Городские игры стали пользоваться популярностью среди молодёжи.
Минские студенты, когда-то в детстве недоигравшие в «казаков-разбойников», пять лет назад придумали игру, которая позволила бы им интересно проводить время вместе, но не требовала бы существенных материальных затрат.

Вряд ли они могли ожидать, что вскоре их детище перешагнет через государственную границу и приживется сразу в нескольких российских городах: от Москвы и Санкт-Петербурга до Ростова-на-Дону и Калининграда.Дмитрий Надеждин, газета «Комсомольская правда», 1 ноября 2007 года
В 2004 году возникли разногласия между Иваном Маслюковым и «Белинфонетом», связанные со стратегическим развитием проекта «Схватка». Иван стремился создать реальную модель мира в миниатюре, где сообщество неординарных, жизнерадостных и активных людей хочет проявить себя наилучшим образом, стремится к развитию навыка мышления через загадки и задачи. Для «Белинфонета» игра «Схватка» существовала только как коммерчерский проект для продвижения товаров и услуг компании.
Сначала игры проводил один, потом с интернет-провайдером «Белинфонет». Но наши взгляды разошлись. И я решил создать свой бренд Encounter, в который «Схватка» вошла как одна из игр.
Иван Маслюков не смог защитить свои авторские права на бренд «Схватка», что привело к появлению многочисленных проектов-«клонов». В результате, он создал новый проект Encounter. Интернет-провайдер «Белинфонет» зарегистрировал название игры «Схватка» в качестве товарного знака в 2002 году, а Иван Маслюков — «Encounter» в 2004.
Константин Глушаков, создававший программное обеспечение («движок») «Схватки» «с нуля», возглавил группу программистов, которые в настоящее время осуществляют разработку и поддержку программной платформы «Encounter».
Игры под брендом «Encounter» проводятся в России, на Украине, в Белоруссии, Великобритании и других странах.
В России городские интерактивные игры появились в 2005 году — практически одновременно в Москве прошли «Схватка» и «Энкаунтер», а в Петербурге — «Дозор».Журнал «Деньги» № 34 (640), 3 сентября 2007 года
В 2008 году к Схватке и Мозговому штурму добавились новые виды городских игр: Фотоохота, Фотоэкстрим, Мокрые войны, Кэшинг, Тайники и Точки. В 2009 году в списке игр появилась Видеоохота.
В этом же году была опубликована книга о городских играх «Encounter. Ночной экстрим», написанная Иваном Маслюковым.
28 июля 2009 года вышла первая редакция «Генеральной декларации», регламентирующая устройство взаимоотношений в сети «Encounter».
Летом 2009 года международная сеть городских игр «Encounter» выступила в качестве партнёра Всероссийского образовательного форума «Селигер-2009». В программе «Лидерство» и «Территория» участники форума приняли участие в различным видах игр «Encounter».
В декабре 2009 года закончились съёмки и монтаж документального фильма о городских играх «Encounter: Желание жить».
В середине 2010 года издательством «Геликон Плюс» был выпущен сборник рассказов «Планета Encounter», написанный непосредственными участниками событий по мотивам прошедших игр «Encounter».
В июле 2010 года организаторы «Encounter» снова посетили «Селигер», чтобы провести несколько игр для участников форума.
21 августа 2010 года был запущен всероссийский проект Red Quest на программной платформе «Encounter». Первый этап проекта проходил в пяти городах: Новосибирск, Екатеринбург, Казань, Санкт-Петербург и Москва, в которых состоялись пешие игры от организаторов игр Encounter в этих городах. По данным сайта проекта, всего зарегистрировано более 1 млн участников.
С января 2011 года на программно-техническом комплексе «Encounter» начала работать украинская сеть городских игр «Quest.ua».
«Encounter» в начале 2011 года объявила о структуризации компании. Развитие будет проходить под общим брендом Encounter по трём направлениям: игровое агентство, цифровое агентство и сеть городских игр.
7 февраля 2018 года Иван Маслюков передал права администрирования игры «Encounter» владельцу московского домена Антону Корзукову (Korzuk). Также, в состав администрации вошли: Дмитрий Дружкин (DeDinc), Александр Листиков (Luke) и Екатерина Садальская (Ханя).
В 2022 году разработчики Энкаунтера снова принялись за работу над проектом и 5 Августа 2022 подключили SSL.

## Программный комплекс и франчайзинг
Программный комплекс «Encounter» — это совокупность технического и программного обеспечения, на основе которого работает международная сеть «Encounter». С его помощью можно проводить разнообразные городские игры в рамках одного города, страны или всего мира. На всех сайтах сети действует единая регистрация, то есть достаточно зарегистрировать на одном сайте, чтобы играть в любом городе, где проводятся игры. 
Территориальное развитие «Encounter», как и других проектов, происходит по принципу франчайзинга. Франчайзинговую сублицензию (франшизу) на организацию игр может получить любой желающий, независимо от количества потенциальной аудитории участников и присутствия в регионе уже существующих организаторов «Encounter» и других проектов городских игр.
Оплатив установленный разовый взнос, зарегистрированный в системе пользователь получает права «владельца» на домен третьего уровня в зоне en.cx, на котором он имеет возможность организовывать свои игры по правилам проекта. За каждую проведённую игру её автор обязан перечислить владельцам проекта определённую сумму, зависящую от типа игры («Схватка», «Мозговой штурм» и т. п.). Организатор самостоятельно решает, какие типы игр и в какое время будут проходить на его домене, а также сам устанавливает размер взноса на участие в играх.
Организатор собирает взносы с участников и готовит для них ночную игру в городе. Команда, которая раньше всех выполнит все миссии, становится победителем, и получает 50 % от всех взносов со всех команд, остальные 50 % получает организатор.
Взнос с команды составляет 40-200 $, в среднем играют 15-20 команд.
Администрация сети получает фиксированные отчисления за каждую проведенную игру (от 15 $ до 40 $ в зависимости от типа игры) на оплату использования технического комплекса.
Большинство организаторов игр «Encounter» имеют стабильный источник дохода. Но признают, что гонки и ролевые игры могут стать бизнесом, если посвятить этому все своё время. Создатель «Encounter» Иван Маслюков так и сделал:
Для меня это моя работа, моя школа, мой институт, мой бизнес — моя жизнь. Кто-то самореализуется через проект и получает от этого удовольствие, кто-то зарабатывает. Здесь важно, что организаторы делают то, что любят делать.
Годовой объём рынка ночных ролевых игр и гонок в Москве Маслюков оценивает приблизительно в шесть миллионов рублей — с перспективой роста до 250 % в год.
Развитие сети городских игр происходит не только географически — за счёт увеличения количества регионов, в которых проводятся игры, но и качественно, разрабатываются и реализуются новые форматы игр.

## Виды игр
В каждый вид игр, за исключением Мокрых войн, можно играть в одиночку (один человек) или командами (несколько человек). Каждой команде необходим автомобиль для передвижения по городу между объектами игры, сотовый телефон или ноутбук с доступом в Интернет для получения заданий, фонарики (обычно игра проходит в ночь с субботы на воскресенье), рации для удобного общения между игроками команды на объектах, где сотовая связь работает нестабильно.

### Схватка

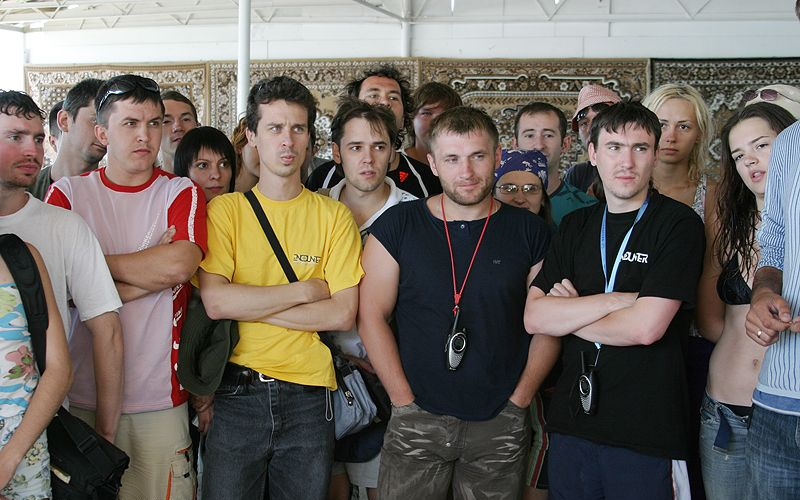

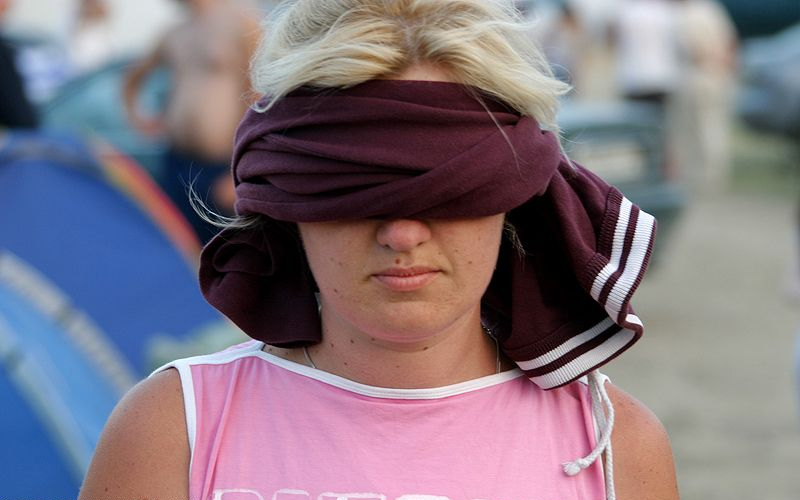

Основная идея игры заключается в выполнении различных заданий на местности на время. Победителем игры считается игрок или команда, первыми завершившие все уровни. При этом количество заданий, последовательность их выполнения, время на выполнение одного задания не регламентированы правилами и устанавливаются авторами по их усмотрению, в отличие от Dozor.Classic, где не может быть штурмовой последовательности выполнения основных заданий (их 5-10 на игру), жестко указано время выполнения каждого задания (90 минут) и время выдачи подсказок (каждые 30 минут) с последующим автоматическим переходом на новое задание.
Негласно выделяют следующие типы заданий:
- Обычные (логические задания)

В большинстве случаев, логические задания содержат слова, сходные с названиями улиц, остановок, других городских объектов. Также могут быть в виде фотографий, планов, схем, музыкальных файлов и видеороликов.

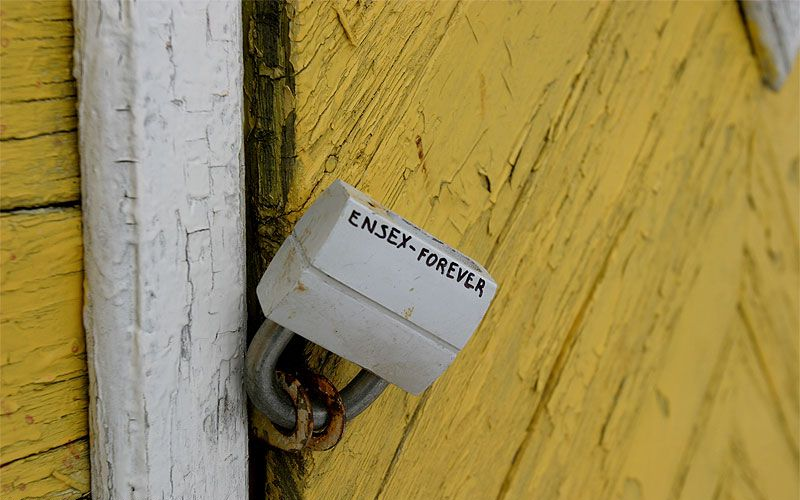
Пример написания кода игры

- Ориентирование (поисковое задание)

Целью поискового задания является код или ключ. Сложность поиска кода зависит от сложности игры. Организаторы создают стрелки (рядом со стрелкой ставится либо прицел, либо две буквы EN), облегчающие поиск кода. В сложных играх код может быть в угольной шахте, металлургическом комбинате, на вышке телебашни.
Как правило, для проведения этого этапа игры используются заброшенные здания и объекты. Пример кода: EN36ENCOUNTER или 11EN777
- Агентский уровень

Этот тип уровня подразумевает поиск на местности агента — человека, обладающего необходимой информацией для прохождения уровня. Причём агент (агенты) могут быть представителями организаторов или привлеченными людьми. В задании описываются некоторые признаки, по которым агент может быть опознан. Дополнительно описывается порядок действий, при котором агент выдаст необходимую информацию. Например, он может проявить себя только при обращении к нему с кодовой фразой. Или информация будет доступна игрокам в обмен на какой-либо предмет. После нахождения агента, тот может попросить игроков выполнить определённое задание.
- Уровень-конкурс

На уровнях могут быть различные конкурсы. Такие конкурсы могут устраиваться на первом уровне, когда все команды в сборе, или в процессе самой игры. Финишные конкурсы устраиваются после того, как все команды уже закончили игру или на утреннем брифинге. В этом случае, за успешное участие в конкурсе команде будет начислено бонусное время, которое вычитается из суммарного времени затраченного на игру. Например, командам необходимо выложить максимально длинную линию из одежды.
- Экстремальные уровни

Это уровни, прохождение которых может быть связано с определённым риском для здоровья игроков. Чаще всего это поиск кода на высотных объектах, где для доступа в нужное место необходимо ходить по балкам, стенам, пробираться в труднодоступные места. Организаторы заявляют, что они уделяют особое внимание на таких уровнях безопасности игроков, обеспечивают необходимый инструктаж и страховку во время выполнения уровня.
- «Террор»

Выполнение уровней подобного типа обязательно сопряжено с причинением беспокойства людям, заведомо не причастных к игре — прохожих, милиционеров, продавцов, кондукторов. Часто «террористическими» уровнями становятся агентские. Распространён и «телефонный терроризм», когда следует обзвонить большое количество абонентов, для того чтобы найти нужный номер.
- Координаторские уровни

На таком уровне нельзя получить конечный код без помощи координаторов или аналитиков, находящихся в штабе. Такое задание может выдаваться в качестве подуровня. Полевые игроки могут добыть определённую информацию, дальнейшей обработкой которой занимается штаб. Координаторские уровни создаются для того, чтобы штаб активно участвовал в процессе игры.
Во время игры координатор не обязательно должен находиться дома за компьютером или в интернет-клубе. Им может быть любой игрок из полевого экипажа, получать задания можно с помощью ноутбука, коммуникатора или мобильного телефона (каждый домен игры имеет WAP-версию).
Существует несколько возможных последовательностей прохождения уровней:
- Линейная

Все команды проходят уровни в том порядке, в котором они введены на сайте. То есть команда последовательно выполняет задания игры: без прохождения текущего уровня нельзя получить следующее задание.
- Указанная (нелинейная)

По умолчанию, формируется таблица случайной последовательности прохождения для всех команд, однако организатор имеет возможность отредактировать порядок прохождения уровней индивидуально для каждой команды.
- Случайная

Все команды проходят уровни в случайном порядке. Если выставлена «случайная последовательность», то даже авторы сценария не знают, в какой именно последовательности будут выдаваться задания тем или иным командам.
- Штурмовая

Команда получает все задания одновременно. В этом случае, в какой последовательности выполнять миссии, решает сама команда. Преимуществом команды является наибольшее количество экипажей, чтобы оперативно выполнить все задания игры.

### Фотоэкстрим

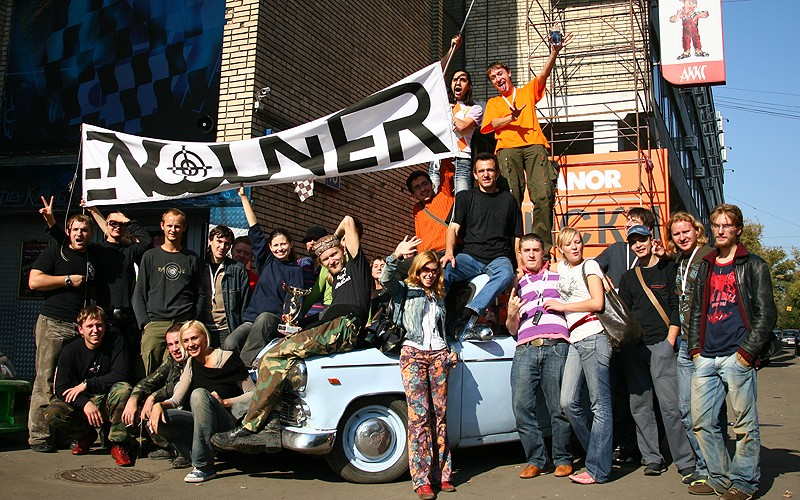
Участники игры

Требуется сделать несколько постановочных снимков по строго заданным условиям. В задании максимально подробно описывается, что должно быть изображено на снимке. Каждое задание сводится к искусственному созданию какой-либо экстремальной, нестандартной, зачастую забавной ситуации, которую необходимо зафиксировать фотографией. Качество самих снимков не учитывается, и в отличие от «Фотоохоты» основная проблема — придумать «как» и «где» сделать кадр, в то время как «что» должно быть изображено на кадре заранее чётко определено авторами игры. Таким образом, для получения необходимой фотографии, команда должна преодолеть сложности, поставленные в задании, например: найти вертолёт, на который можно забраться, или боулинг, в который пустят раздетого человека; узнать, кто может ходить по воде и какая девушка согласится обрить голову.
Для участия необходимы цифровой фотоаппарат и подключение к сети Интернет, для того чтобы получать задания на сайте игры и загружать сделанные фотографии.
Желательно наличие двух и более экипажей (автомобилей), чтобы параллельно вести приготовления ко всем заданиям сразу.
По умолчанию, побеждает команда, которая быстрее других сделает все снимки. После того, как все снимки загружены на сервер, авторы сценария приступают к разбору соответствия снимков условиям задания. Здесь команды могут получить как бонусы, так и штрафы (бонусные и штрафные санкции чётко указываются в сценарии). Конечный итог игры подводится в течение 6—24 часов с момента завершения игры.
Идея проведения подобных игр пришла из классической Схватки. Такие уровни были как бонусные задания в обычной игре. Позже в рамках проекта Encounter был выведен новый тип игр «Фотоэкстрим», где каждое задание заключалось в создании фотографии с максимально чётко заданными требованиями.
Пример задания:

Вам необходимо сделать фотографию, на которой зафиксирован автомобиль, принадлежащий перечню: пожарный автомобиль, патрульная машина, машина скорой помощи, машина газовой службы. Этот автомобиль должен буксировать тросом (верёвкой) кресло. Кресло должно быть на колёсиках. В кресле должен сидеть мужчина и улыбаться от неописуемого счастья. Всё это счастье должно находиться в движении на скорости (скорость будет определяться субъективно по смазанности фона). Буксирующий автомобиль, трос, кресло и человек, находящийся в нём, должны быть чёткими на фото. Фотография должна быть сделана сбоку из машины, едущей параллельно с той же скоростью, что и вышеописанная конструкция. В кадре должен уместиться мужчина и знаки принадлежности автомобиля перечню. В кадре обязательно должно быть видно: кресло на колёсах; средство сопряжения кресла и автомобиля (длина не менее 2 метров); знаки принадлежности автомобиля перечню; мужчина сидящий в кресле; эмоция на лице.

### Фотоохота
Суть игры сводится к охоте за удачной фотографией. Это исключительно творческое соревнование. Это игра, где фантазия и идеи участников имеют определяющие значение, а время выполнения заданий не учитывается. Участникам даётся несколько заданий, как правило от 7 до 10. Каждое задание сводится к короткой фразе или одному слову, исходя из которого нужно сделать снимок. Несмотря на то, что главное в этой игре идея для кадра, качество снимка имеет значение.

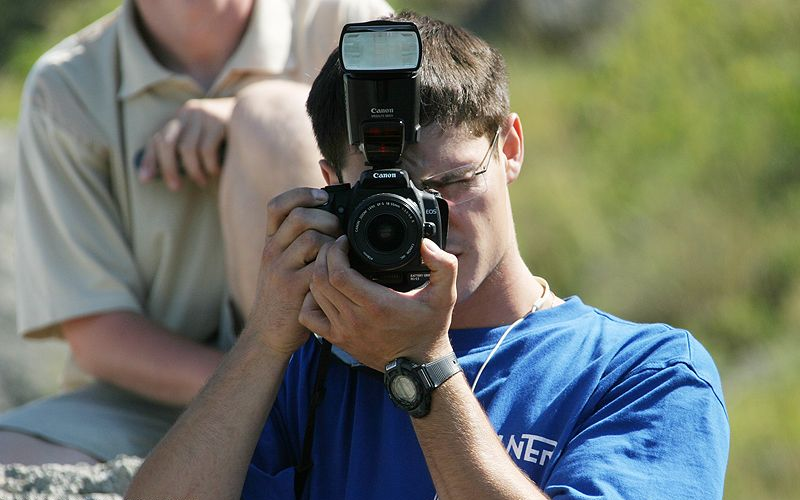

Самое сложное — придумать «что» сфотографировать. «Где» и «как» — это уже значительно проще. В конце каждой недели выбирается 20 лучших фоторабот, которые попадают в «фотообзор».
Для участия в этой игре, как и в Фотоохоте, необходимы цифровой фотоаппарат и подключение к сети Интернет.
Средства передвижения по городу — на усмотрение участников. Можно ездить на личном транспорте или ходить пешком.
Фотографии могут оцениваться по двум системам: «Самооценка» и «Судебное заседание».
Самооценка — это когда сами же команды, принявшие участие в игре, оценивают фотографии других команд. Естественно, что за свои работы команда проголосовать не может, а вот за других — просто обязана.
Судебное заседание — фотографии оцениваются судьями по десятибалльной шкале. Судьи известны заранее, информация о них указывается в анонсе о предстоящей игре. Это могут быть профессиональные фотографы, креативные и творческие личности. В судьях также состоит и автор игры (тот, кто придумал задания для игры).
Победителем становится участник или команда, получившая в сумме максимальный средний балл за все снимки.
Широкое распространение идея проведения Фотоохоты получила благодаря Алексею Ткачеву, который с 2004 года начал систематически проводить подобные игры (первая игра была проведена им весной 2004 года в Москве).

### Кэшинг
Процесс игры похож на геокэшинг, но отличается от него ограничением по времени и наличием подсказок. Игрокам даются координаты кладов, которые скрыты или закопаны на территории города или области. Каждый клад представляет собой пластиковый контейнер с написанным на днище кодом. Внутри контейнера могут находиться призы от организатора либо сувениры, оставленные другими командами, которые уже находили этот тайник. Вооружившись картами и GPS навигаторами, участники ищут клады. Когда клад найден, необходимо ввести код тайника на сайте и таким образом зафиксировать факт обнаружения тайника. По желанию, участник может забрать находящиеся в тайнике сувениры и вещи, и/или положить в тайник что-нибудь от себя. Сами контейнеры не уносятся и могут существовать довольно продолжительное время.
Игры могут проводиться в любое время. Если такая игра доступна для прохождения после завершения, игроки могут заняться поиском тайников вне зачёта.
Для участия необходимы подключение к Интернет для того, чтобы получать координаты тайников на сайте и лопатка для раскопки тайников.
Передвигаться по городу можно любым способом. Если в игре требуется наличие GPS навигатора, об этом будет сообщено в описании игры дополнительно.
Побеждает команда (или участник, если игра одиночная), которая первая обнаружила все тайники. В процессе поиска тайников могут даваться отдельные бонусные задания, которые по факту выполнения могут давать подсказки к местам расположения тайников, либо бонусное время, которое влияет на конечный итог игры.

### Мокрые войны

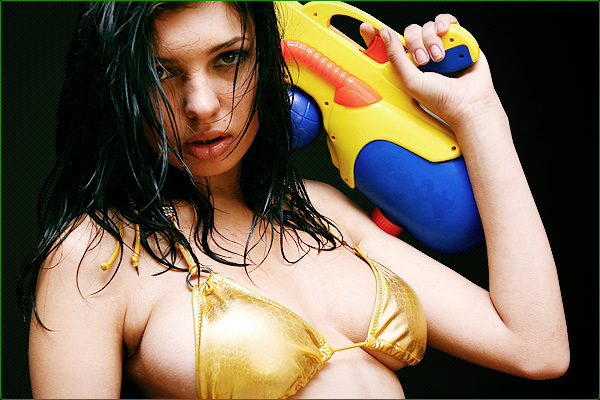

Суть игры заключается в том, что каждый участник является одновременно и «охотником» и «жертвой». Участник получает на сайте досье на «жертву» и начинает «охоту» на неё, в это же время досье этого участника получает другой игрок. Цель «охотника» — выследить «жертву» и в прямом смысле замочить её — из водяного оружия. Цель «жертвы» — не попасться в лапы «охотника» и не дать себя «замочить». Если участник «замочил» свою «жертву», она отдаёт ему свой код жизни, который необходимо ввести в форму на сайте. Так участник получает на сайте новое досье — на человека, за которым охотилась «замоченная жертва». Таким образом, круг участников сужается и в финале остаётся только два «охотника», которые выслеживают друг друга.
Цель игры — «замочить» максимальное количество «жертв» из водяного оружия и остаться «незамоченным».
«Мочить» жертву можно только из водяного оружия (пистолеты, ружья, автоматы) и только чистой водой.
Для участия в играх «Мокрые войны» необходимо иметь «аттестат» — виртуальный документ, который подтверждает подлинность личности.
Игры обычно идут круглосуточно в течение нескольких дней, недели или нескольких недель.
Для участия необходимы подключение к Интернет для того, чтобы получить досье на «жертву», и водяное оружие (пистолеты, ружья, автоматы), заправленные чистой водой.
Победителем игры считается охотник, успевший замочить за отведённое на игру время как можно больше жертв. Если количество замоченных жертв у нескольких охотников одинаковое, учитывается время выполнения последней «мокрухи».
Первая игра StreetWars прошла летом 2004 года в Нью-Йорке. Её прототипом стало увлечение местных студентов, которые, балуясь, любили обстреливать друг друга из водяных пистолетиков. Но однажды два друга — Франц Алико и Ютаи Альберт Ляо — поняли, что такие детские забавы уже не приносят достаточно острых ощущений и решили вынести игру за пределы учебных заведений.

### Мозговой штурм
Это игра, которую можно пройти находясь за компьютером. Игра напоминает игру «Что? Где? Когда?» в многопользовательском варианте. На каком бы домене ни проходила такая игра, в неё играют команды из разных городов и стран. Такие игры могут проводиться в любое время, но, как правило, проходят вечером или в выходные дни.
Для участия необходимо только подключение к интернет.
Теоретически можно играть и через PDA или даже мобильный телефон, но практика показывает, что это весьма неэффективно. В игре могут быть задействованы большие медиафайлы: изображения, музыка, видео.
Побеждает участник или команда, которая раньше всех пройдёт все уровни (ответит на все вопросы).
Виртуальные игры появились вместе с классической Схваткой. И сейчас виртуальные уровни могут быть в реальной игре в виде бонусных заданий, то есть штаб может облегчить полевым игрокам выполнение миссии, разгадав специальное «штабное», то есть виртуальное задание.

### Точки
Команда получает на сайте зашифрованные точки в городе — места, где организаторы написали специальные коды. Разгадав точку, команда высчитывает оптимальный маршрут движения к точке и следует к ней. Обнаружив код на точке, команда вводит его на сайте и получает следующую точку. Зона покрытия игры — административные границы города. Минимальный пробег, ожидающий участников на игре, всегда указывается в анонсе к игре.
Побеждает команда, быстрее других разгадавшая и посетившая все точки.

### Тайники
Команды ищут спрятанные на территории города или области тайники. Тайник — это пластиковый контейнер, на дне которого написан код. Обнаружив код, команды вводят его на сайте и таким образом получают загадку со следующим тайником. Найдя тайник, участники обмениваются сувенирами, как в геокэшинге. Игроки ищут тайники по загадкам и описаниям мест, а не по GPS-координатам. В этом состоит основное отличие от Кэшинга.
Побеждает команда (или участник, если игра одиночная), которая первая обнаружила все тайники. В процессе поиска тайников могут даваться отдельные бонусные задания которые по факту выполнения могут давать подсказки по поводу мест расположения тайников либо давать бонусное время, которое влияет на конечный итог игры.
В 2009 году этот вид игры был упразднён по причине идентичности «движков» Тайники и Схватка.

### Видеоохота
Суть Видеоохоты заключается в творческом подходе к съёмке удачных видеосюжетов. Это творческое соревнование, где фантазия и идеи участников имеют определяющие значение, а время выполнения заданий не учитывается. Участникам предлагают выполнить от 3 до 5 заданий. Каждое задание сводится к короткой фразе или одному слову, исходя из которого, нужно придумать сюжет и снять видеоролик. Несмотря на то, что главное в этой игре — идея для сюжета, качество исполнения тоже имеет значение.
Сюжеты оцениваются судьями по той же системе, что и Фотоохота.

## Игровое агентство
В мае 2010 года администрация сети Encounter выделила в отдельный вид корпоративные игры.
Корпоративная игра — это одновременно и интеллектуальная викторина, и рекламная акция, и оригинальный повод взаимодействия с сотрудниками и клиентами компании, которая может заказать корпоративную игру любого формата. Формат корпоративной игры привлек внимание таких компаний, как МегаФон, Скай Линк,Volkswagen, Kodak, М.видео, МТС. Компания МТС запустила 21 августа 2010 года на программной платформе Encounter всероссийский проект Red Quest.
В начале 2011 года в результате структуризации компании «Encounter» образовано игровое агентство Encounter, которое занимается организацией и проведением игр на заказ, специализируется на промоиграх, ARG и корпоративных играх.

## Ордена
С декабря 2006 года администрация сети Encounter вручает участникам награды за выдающиеся успехи в играх и развитии проекта в целом. Существует 6 видов орденов: «За веру в будущее»,  «За вклад в развитие», «За смелость и отвагу», «Чемпион», «Мега мозг», «Зелёная звезда».
В соответствии с Генеральной декларацией:
- Ордена Encounter являются наградами, которые получают участники за особые заслуги в деле развития проекта, за героические поступки, за победы в локальных чемпионатах и международных играх и конкурсах.
- Ордена учреждаются и изготавливаются только администрацией сети Encounter. Подделка орденов запрещена и карается удалением из сети.
- Ордена делегируются владельцам доменов на основе бонусной таблицы[47] согласно рейтингу домена.
- Владелец домена имеет право самостоятельно определять поводы и причины, по которым участник или команда могут быть награждены орденом (личные заслуги участников, победа в чемпионате или отдельной игре).
- Администрация сети имеет право выделять ордена на международные игры и конкурсы, а также определять другие поводы и причины для награждения орденами.

## Популярные участники и судьи игр
В играх Encounter принимали участие популярные в широких кругах люди: певица Руслана, Алекс Экслер, Дмитрий Пучков, Алесь Мухин, Вилле Хаапасало, команда КВН «Фёдор Двинятин», Океан Ельзи, Евгений Гришковец, Борис Стругацкий, Диана Арбенина, Ольга Громыко, Сергей Пименов, Константин Рыков.

## Несчастные случаи во время игры
Ночные игры связаны с определенными рисками для участников, о которых организаторы предупреждают в правилах и на брифинге перед началом игры. Кроме этого, капитаны команд сдают организаторам заполненный бланк командного соглашения (вейвер) с подписями всех участников команды, тем самым они осознают все риски, связанные с участием в игре.
Хроника несчастных случаев в Encounter:
- 27 октября 2007 года на 23-м километре трассы Новосибирск — Колывань столкнулись две машины, в одной из которых были игроки Encounter. Погибли парень, девушка и ребёнок. Шесть человек госпитализировано[51][52].
- В ночь со 2 на 3 мая 2009 года в Старом Осколе погиб юноша. Его ударило током на железнодорожном мосту[53][54].
- 2 мая 2009 года в Кемерово парень упал с крыши заброшенной фабрики[55][56].
- 12 июля 2009 года в Липецке два игрока погибли в подземном коллекторе от недостатка кислорода[57][58][59].

См. также несчастные случаи в игре Дозор.

## Статистика
Фонд «Общественное мнение» в феврале 2008 года провёл исследование, посвящённое досугу российской молодёжи и предпочитаемых мест его проведения. По данным исследования, любителей ролевых и активных городских игр (Encounter, «DozoR») по 3 %.
В 2006 году журнал «Коммерсант» так описывал проект:
Сейчас, по уверениям организаторов, в Encounter играют около 300 тыс. участников в 11 странах. Оценка аудитории, скорее всего, сильно завышена – в той же Москве, по признанию московского организатора Encounter Сергея Логвина, наберется от силы 300 участников. Тем не менее и эта цифра уже показательна.
По сведениям организаторов, в настоящее время (январь, 2011) на сайтах Encounter зарегистрированы более 500 тыс. участников, за время существования проекта проведено более 20 тыс. игр разных форматов.